# Musique bédouine

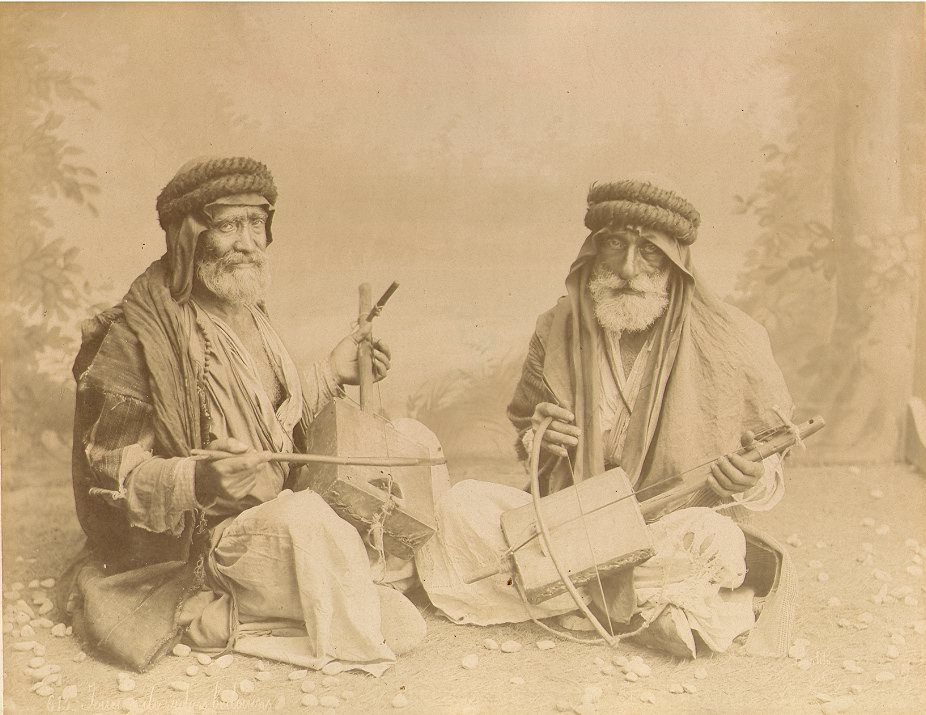
Joueurs de violon bédouins, Moyen-Orient, vers 1880.

La musique bédouine (en arabe : الموسيقى البدوية) est la musique des tribus nomades arabes bédouines de la péninsule arabique, de l'Afrique du Nord, de la Mésopotamie et du Levant. Il est étroitement lié à son texte et à ses poèmes. Les chansons sont basées sur la poésie et sont chantées soit sans accompagnement, soit à l'instrument à cordes, le rebab. Les instruments traditionnels sont le rebab et divers bois. Des exemples de musique bédouine sont le samri d'Arabie saoudite, l'aïta du Maroc et le rai d'Algérie.